# Музика
Музика (грч. μουσική - уметност муза, лат. musica) је уметност стварања уређених односа између тонова. Музика има три основна елемента: мелодију, ритам и хармонију. Стварање, извођење, важност, а некад и дефиниција музике веома су зависне од културе и социјалних аспеката. Музика се дели у жанрове и поджанрове, али њихове границе и везе понекад зависе од личне интерпретације.
Једно заокружено и целовито остварење музичке уметности се зове музичко дело или композиција. Међутим, музика је репродуктивна уметност, слично као и драма или плес, што значи да се она не своди само на компоновање, него да је компоновано дело потребно и извести (репродуковати, интерпретирати) да би се могло пружити публици као готов производ уметности. Музику изводе интерпретатори, а може се репродуковати на два начина:
- живим извођењем на лицу места, односно конкретним извођењем дела пред публиком на концерту или некој пригодној свечаности;
- пуштањем пре снимљеног садржаја с носача звука (CD, DVD и сл.) преко савремене електронске опреме, као што су радио, , и сл.

## Појам и дефиниција
Сама реч музика потиче од грчког μουσική τέχνη (mousikē téchnē) - уметност муза, од чега се задржала само прва реч μουσική, што је дериват од речи μούσα (mousa), што значи муза. Даље се светом проширио латински облик musica, који је углавном описивао угодне звукове. Управо је такав облик најчешћи у светским језицима.
Дефинисати музику већ је мало теже, а то су покушавали многи, од музиколога до интерпретатора. Филозоф музике Ендру Канија доноси дефиницију која гласи: „Музика је било који догађај намерно изведен или уређен за слушање који или поседује неку основну музичку особину, попут тона и ритма, или се слуша ради тих особина.“ Углавном, за музику се може рећи да је уметност која се изражава певаним и/или свираним тоновима, разним звуковима, шумовима и тишином између њих. Звуковима и шумовима се користе понајвише модерни композитори кад желе поближе музички да опишу неки садржај. Тишину пак између тонова чине предаси (паузе).
Уз то што је репродуктивна (извођачка) уметност, музика спада у фине (лепе) уметности јер јој је циљ естетика. Као што се филм назива седмом уметношћу, тако је музика по традиционалној естетици прва уметност (односно прва на попису уметности). Музика има и додирних тачака с позориштем, не само зато што се практикује у њему, већ постоји и жанр које је посуђује и од једног и од другог - мјузикл. Уско везан са сво троје (али посебно с музиком) је и плес.
Музика је уобличено време, будући да се може доживети само у току неког времена (за разлику од сликарства које уобличује простор). Због тога музика мора имати ритмичко уређење свог сировог материјала - тонова и других звукова. Осим тога, музика се уређује и помоћу мелодије (низа тонова разних висина) и хармоније (истовремености разних висина тонова). Тако ритам, мелодија и хармонија постају основни елементи музике.

### Музика као физичка наука
Музичку грађу чине звукови, а они настају осциловањем неког тела, које тако постаје извор звука. Звучни таласи се преносе ваздухом у облику кругова од извора звука до нашег ува. Кад су осцилације у зраку редовне, оно што се чује је тон - дакле правилан, јасан звук. Кад су пак осцилације нередовне, чује се само шум или бука - звукови углавном више-мање неугодне људском уву (иако се и они користе у музици).
Један извор осцилација може изазвати исте осцилације и у другим предметима, али њихове осцилације морају бити у складу с осцилацијама извора. То се зове резонанција. Тако звук људског гласа не производе само гласне жице него и резонантна осциловања у шупљини лубање. Слично и звучна кутија неког музичког инструмента осцилује резонантно с почетним кретањем које је извођач дао инструменту. На пример, виолинска кутија резонује на осцилације жице виолине и појачава тон. Фреквенција осциловања (број осцилација у секунди) одређује висину звука. Што је више осцилација у секунди, виши је и тон. Људско уво је изванредно осетљиво на разлике у висини и има опсег од око 20 до чак 20.000 осцилација у секунди. Један мешовити збор производи фреквенције између отприлике 64 и 1500, а концертни клавир између 20 и 4176. Кад група музичара свира заједно, они усклађују своје инструменте при чему је тон А дефинисан са 440 -а.

## Историја

### Први облици музике
Први облици музике настају у старијем каменом добу - палеолиту.
Прва истраживања врши Чарлс Дарвин у 19. веку. Научници који су се тада бавили истраживањем музике нису били образовани музиколози. Постоји више теорија о настанку музике.
1. Човек је почео да испушта низове гласова покушавајући да привуче супротан пол.
2. Човек пева из потребе да комуницира са другим људима из заједнице.
3. Човек покушава да имитира звукове из природе.
4. Током рада човек удара гранчицама које користи као алат и схвата да се тај звук може поновити.

Те теорије нису прихваћене зато што није постојало материјалних доказа. Жил Комбарје је тврдио да музика захтева интелект (развијене менталне способности). Током вршења разних експедиција и истраживања Афричких и Амазонских прашума откривене су заједнице (племена) на ниском степену развоја. Жил Комбарје присуствује обредима и ритуалима разних племена и долази до закључка да музика настаје и развија се као део магијског обреда. Људи првобитне заједнице певају једноставне песме (само неколико тонских висина које се стално понављају). Певање је имало улогу да доведе врача у стање транса како би он могао да комуницира са боговима (силе природе).
Музика била је строго функционална. Није се смела певати ван обреда јер се сматрало да то може разбеснети богове. Музика је најчешће била ритмичка. Као инструменти користе се људски глас и тело. Све време учествује у обреду. Људи су пљескали длановима или су се ударали по телу (мировање није било дозвољено). Музика је била врло изражајна и гласна јер се сматрало да ће тако лакше допрети до богова. Ова музика најпре подразумева текст и мелодију.
Ови ритуали се сматрају за порекло уметности уопште јер обједињују све врсте уметности. Таква појава назива се синкретизам. Током обреда који је служио као припрема за лов људи су цртали ликове животиња које иду да лове. Исто тако ритуал је временом добио и облик сценске игре зато што су људи по повратку приказивали целом племену сцене из лова (такође у оквиру обреда).
Године 1877. амерички истраживач и проналазач Томас Алва Едисон изумео је фонограф (први уређај који је могао да сними и поново репродукује звук). Овај уређај се користио за снимање песама Америчких Индијанаца који живе у резерватима. Користећи ове снимке и упоређујући их са другим обредним песмама научници су потврдили теорију Жила Комбарјеа.

### Музика старих робовласничких цивилизација
Од IV миленијума п. н. е. до 476. године, на подручју Средоземља, Средњег и Далеког истока развијале су се моћне робовласничке цивилизације: Египат, Индија, Кина, Месопотамија, Израел, Грчка и Рим. Класним друштвеним раслојавањем, јавила се и подела на музику владајуће класе - робовласника и музику обесправљеног народа - робова.

### Музика народа Старог века
О музици старог Египта зна се понајпре због разних налаза на подручју Грчке, с којом су били у додиру, а и значење музичке културе Египта је баш у томе што грчке теорије вуку корен из Египта. Египћанима је музика служила првенствено за верске обреде, а познавали су харфе, које су уметнички израђивали, флауте и систруме (врста металних удараљки).
У Кини, која је имала веома дугу музичку традицију, музика је повезивана с филозофијом. Њихов највећи филозоф Конфуције је учио да „музика оплођује клице врлина које човек носи у срцу“. Добра је музика значила ред, а лоша неред у држави. Пет тонова њихове лествице представљало је пет елемената, а каснија лествица од 12 тонова месеце у години. Музику су изводили на великим церемонијама, а познавали су доста инструмената.
Индија је такође давала важно место музици. Сматрали су је божјим даром, који треба враћати боговима песмом и свирком. Чини се да је индијска лествица била веома слична кинеској - била је пентатонска (од пет тонова). Једним од најстаријих њиховим инструмената сматрамо вину (са седам жица и резонатором), а ценили су и звона. Већину ових података историчари црпе из религиозно-филозофских књига, веда.
Музика је у Палестини доживела процват у време Давида и Саломона. Јеврејима је музика служила у богослужју, али су посебни јер им није представљала магијско средство. Нису се музиком опијали, већ су њоме изазивали свечано расположење. Имали су веома богату селекцију инструмената: триангле, рогове, бубњеве, свирале, харфе, лутње. Њихово певање псалама и зборско певање преузела је средњовековна католичка музика.

### Античка Грчка и Рим
У античкој Грчкој држава се бринула о развоју уметности, а у средишту њихове уметности била је музика. Такво занимање за уметност настаје из чињенице да су у Грчкој тековине културе биле добро целог народа. Иако је од грчке музике сачувано само дванаестак записа, о њој се сазнаје из литературе, па се зна да је музика имала важну улогу у држави и друштву, одгоју омладине и, наравно, митологији. На примјер, Аполон, бог (међу осталим) сунца, дакле склада и среће, био је заштитник и бог музике. Примјена музике код њих је била свестрана: певали су у збору лирске песме, славили богове химнама, а и у драми је музика имала важну улогу. Било је доба кад су сви мушкарци до тридесете морали примати музичку обуку из државних музичких школа. Постојале су Питијске игре, музичко-уметнички пандан олимпијскима. Развили су теорију музике, и имали су лествице (силазне), које су називе добијале по покрајинама: дорска, фригијска и лидијска. Китари, лири и другим жичаним инструментима приписивали су својство продубљивања људских осјећаја и уношења склада, а дувачким моћ узбуђивања и довођења у екстазу.
Кад су Римљани покорили Грчку, преузели су и њихову музику, инструменте и нотно писмо, од осталих народа трубе, али ту музику нису даље унапређивали, па јој је вредност пала. Онолико музичког смисла нису имали, па им је музика служила за улепшавање гозби, приредаба и игара. Ту је музику сачувао филозоф Боетиус у делу De institutione musica, на којој почива развиће целокупне данашње музике.

### Средњи век
Музика средњег века познавала је два смера - црквену (сакралну) и народну (световну) музику.
Старија сакрална музика надовезује се на жидовску и грчко-римску, а преузела је много и од нехришћанских народа, првенствено источњачких, што је вешто примењивала у свом литургијском певању. Важан део литургијске музике до данас чини грегоријанско певање, једногласно и непромењиво црквено певање. Збирку таквих мисних напева саставио је и прочистио у сурадњи са својим бенедиктинцима у књигу Антифонариј папа Гргур I, те га можемо назвати реформатором литургијске музике Из Рима се такво певање проширило по целом хришћанском свету, чему је помогао и Карло Велики.
Световна музика је у 12. веку добила нову врсту песама коју су гајили трубадури. У њима је најчешће реч о витешким војним и љубавним подухватима, њихова оданост, поштење, милосрђе итд. У Немачкој су такви певачи називани Минесенгерима, а имали су правилнике (табулатуру) по којем се учила уметност. Све су то били путујући музичари, које су власти и црква прогонили, али их је народ волео, јер су били весели, шаљиви и лакоумни, а обједињавали су много занимања у једном. Знали су да свирају девет инструмената, измишљати риме, жонглирати, опонашати гласове животиња, ...

### Ренесанса
Као и све друге уметности, музика је тада доживјела препород и означила крај веза са средњим веком. Појављује се занимање за културна достигнућа антике, и тежња да се антика прикаже у препорођеном руху. Новост је штампање нота - 60 година након Гутенберговог изума штампе. Музику ренесансе одликују јасан израз и једноставни облици, а у музичке мајсторе ренесансе се убрајају Ђиованија Луиђија Палестрина, Орланда ди Ласа и Словенац Јакоб Галус-Петелина.
Својеврсну везу између средњег века и ренесансе чини раздобље готике. У то је доба је опсег инструмената повећан: најраширенији је инструмент фидел (нем.: Fiedel), претеча данашњих гудачких инструмената. Постојале су харфа, лира, лутња (неизмењена до данас), рогови, фруле, звончићи, бубњеви. Појавиле су се и оргуље (тада називане краљицом инструмената), те клавикорд и чембало - претече клавира.

### Барок и рококо
Уметнички стил барока, одјек је напретка на подручју свих наука, које тад попримају обрисе сличне данашњим - астрономија, математика и физика доживљавају процват, уведен капиталистички систем, излазе прве новине, уведена је пошта, конструисан глобус ... Уз све ово барок је ипак био веома везан уз цркву, тачније процес противреформације, јер је црква хтела да привуче вернике путем раскоши и спољашњег сјаја. Барок се најснажније испољавао баш тамо где је противреформација била најснажнија - у Италији, Немачкој, Аустрији, Шпанији, Пољској.
Највећи мајстори барока су Јохан Себастијан Бах и Георг Фридрих Хендл, а познати су још и Хенри Персел, Куперин, Какини, Антонио Вивалди, Лили, Шуц. Барок је накићен, пун украса и кривудавих линија, а музици је донио полифони стил, ознаке за динамику и темпо, те нове врсте дела (опера, суита, ораторијум, кантата и други).
У другој половини 18. века барок прераста у рококо, посебно у Француској. Рококо и почетак класике се у музици назива галантним стилом, а карактеришу га мале, дражесне, витке форме; хедонистички је и не толико формалан. Његови важни представници су синови Ј. С. Баха.
Важно је напоменути да у овом периоду барок у музици не одговара увек по годинама бароку у другим уметностима (књижевности, сликарству), па је важно посматрати их одвојено.

### Класицизам
Ново, велико раздобље започето 1730. Класично је у њему је савршено јединство облика и садржаја, а назива се још и Бечком класиком. У ово време до највише је мере уздигнут сонатни облик, а усавршени су симфонија, гудачки квартет и класична опера.
Највећи мајстори класике, бечки класици, су тројка Хајдн – Моцарт – Бетовен, с тим да је Бетовен ушао и у романтизам. Других је композитора било много, занимљивији су Луиђи Бокерини, majstor komorne muzika, Доменико Чимароза, највећи заступник опере бафа (шаљиве опере), Ђиовани Батиста Перголези ...
Класиком се некад сматрају и романтизам и барок, али то је само раздобље од 1730. до 1820. (види ниже). Правилнији би назив био озбиљна музика, иако ни он није сасвим примерен, будући да класицизам (класика) не мора бити озбиљан, али је озбиљан у односу на модерне жанрове.

### Романтизам
Стил 19. века, у којем превладава фантазија и осећаји. Настаје као реакција на неиспуњена обећања Француске револуције, незадовољан и разочаран, уметник се повлачи у себе, у прошлост - већином средњи век. Повлачи се и у природу, многа романтичарска дела величају жубор потока, шуштање лишћа, годишња доба. Тако се, одласком у природу - на село - развија и занимање за фолклор, оно народно. Ово пак подстиче родољубље, па су многи романтичари били борци за права народа.
За романтизам су значајна краћа дела, моментална узбуђења; мелодија је сад једноставна, без скокова, чак припроста, а сад скоковита, узбуђена, обесна. Оно што је некад било нескладно, дисонантно, сад се томе даје предност, а све опет звучи добро - то је разлог зашто су неки интервали и акорди у неким раздобљима сматрани дисонантним, а у неким нису. Романтизам је веома богат ритмичким и мелодијским елементима, увек проналази нове интерпретације. Његови највећи композитори су Франц Шуберт, Роберт Шуман, Фредерик Шопен, Рихард Вагнер, Јоханес Брамс, Франц Лист и др.

## Елементи и одреднице музике
Већина стручњака се слаже да су основни елементи музике
- тон (који одређује мелодију и хармонију)
- ритам (његове компоненте темпо, мера и артикулација)
- динамика
- особине тона као што су тембар и текстура тона.[15]

При музичком извођењу важно је фразирање, а оно заједно с темпом и динамиком даје делу лепоту, те у потпуности зависи од извођача. У музици постоје и украси, музички орнаменти који кратким изменама тонова „играју“ око главног тона мелодије.
Начин бележења тонова на папиру се назива нотацијом, те је она обично предуслов практичног извођења музике, те се учи од самог почетка студирања музике. Нотација се кроз векове развијала, још од старогрчке нотације. У средњем веку Гвидо Арецо је развио неуме којима се бележило грегоријанско певање, а поставио их је на четири обојене црте. Од њих су се развило корално нотно писмо, у облику квадратића, а од њега данашње нотно писмо на пет црта.
Гвидо Арецо је развио солмизацију, називе тонова који се користе при певању, а касније је томе додата и музичка абецеда.

## Подела музике
Музику је веома тешко поделити и категорисати сасвим тачно, због њене комплексности. Ипак, велике се поделе лако могу направити.
По томе чиме се изводи, музика се може поделити на:
- вокалну - музика која се пева, тј. изводи певаним тоновима;
- инструменталну - музику која се свира, тј. која се изводи свирањем на инструменту;
- вокално-инструменталну - комбинацију обе наведене.

По наслову дела музика може бити:
- програмна - уметничка дела која имају одређен наслов којим нам се открива музички садржај (програм). Сва вокална дела спадају у ову врсту, јер имају речи, па тиме и наслов.
- апсолутна - музичка дела која насловом не откривају ауторову замисао (иако, наравно, и оне имају програм). Оваква дела најчешће носе само ознаке за темпо, облик композиције и сл.: Алегро, Рондо, Престо итд.

Постоји и веома широка подела музике по жанровима, а ређе су поделе историјске, зависно од периода у којем је музика настала, и националне, зависно о националности композитора. Сасвим посебан род је народна музика, која има и друкчија правила (најчешће у певању), те која чини посебан смер на академијама. Из ове музике су „позајмљивали“ највише романтичари, али и класичари, јер је веома богата мелодијама и лепотом.

## Врсте певања
- Архаично певање је нетемперовано певање што значи да нема крај (бескрајно се понавља).
- Логогена мелодија је мелодија која има мали број тонова и мали опсег тонских висина које се стално понављају. Логогена (Грчка реч "лого" у преводу „реч“) што значи да је текст имао важнију улогу.
- Патогена мелодија је мелодија коју људи певају у тренуцима великог узбуђења или туге. Патогена (Грчка реч „патос“ у преводу „узбуђење“). Везана је за појединца, никад се не може тачно поновити и има велики тонски опсег (најчешће оплакивање блиске особе која је умрла).
- Мелогена мелодија (Грчка реч „мелос“ у преводу „певање, мелодија“) што значи да има тачно утврђену мелодију која је стална и не мења се.
- Традиционално народно певање - фолклор. Најстарији облици традиционалне музике се чувају у ритуалима племена и у фолклору цивилизованих народа.
- Дечје песме. Песме које су најближе дечјем менталном нивоу (једноставне - са неколико тонова).
- Респонзоријално певање. Песме у којима се смењује певање групе и солисте.
- Антифоно певање. Песме у којима се смењују две групе певача.
- Солистичко певање. Није увек везано за тужбалице. Јавља се и у фолклору.
- Рудиментарно певање. Песме чија мелодија садржи више гласова (вишегласје).
- Хетерофоно певање (хетерофонија - разногласје). Током извођења песама у ритуалима племенских заједница дешавало се да неко из групе скрене са утврђене интонације што није узроковало настанак вишегласја али је мењало мелодијски ток.
- Бордун. Певање у коме један певач пева мелодију а други певач или група све време „држи“ исти тон без промене висине.
- Канон. Певање у којем више певача или више група пева исту песму али у различитим интервалима времена. Један певач или група почне, у тачно одређеном тренутку други певач или група почиње да пева мелодију од почетка.

## Музичари
Музичари су сви људи који се баве музиком, а то могу раде на много начина:
- Композитори пишу музичка дела; од њих почиње процес музике. Идеје налазе у народној музици, свакодневном животу или им једноставно долазе „из главе“ - то је као сваки други процес стварања уметности. Композитори морају познавати веома много ствари - историју музике, облике композиција, хармонију, звук сваког појединог инструмента...
- Интерпретатори изводе музику: певањем, свирањем, или комбинацијом наведеног. Много их је више од композитора а обично се у већ у основношколском музичком образовању определе за одређени инструмент, мада после могу учити нешто друго. Они су репродуктивни уметници, а тек у сурадњи аутора и интерпретатора се музичко дело остварује у целости. Велика техничка вештина интерпретатора назива се виртуозношћу, али уз њу је потребна и уметничка вештина. Могу изводити сами (соло) или у групама (ансамблима), који имају више врста - постоје хорови, оркестри, мањи вокални ансамбли, гудачки/дувачки/ударачки ансамбли, нестандардни, коморни, инструментални ансамбли ...
- Диригенти су водитељи већих ансамбала - хорова и/или оркестара, те ређе других концертних група. Већина користи штапић, а пред собом имају партитуру - нотни папир са записаним деоницама свих инструмената, једних изнад других. Морају поседовати велико музичко знање те добар слух, због чега постоје многи композитори-диригенти.
- Музиколози су научници који се баве музиком, односно њеним проблемима. Веома широка и важна грана музикологије је етномузикологија, наука о народној музици.
- Градитељи инструмената израђују музичке инструменте, али не измишљају нове дизајне инструмената. Најпознатији класични градитељ је свакако Антонио Страдивари, а познате су и породице Амати и Гуарнери.
- Музички педагози су наставници и професори у основним и средњим школама, музичким академијама и другим конзерваторијима те разним курсевима.[16] Основна се школа похађа паралелно са „обичном“ основном, те јој је веома слична. Средња музичка школа такође се може похађати паралелно с неком другом средњом школом, али то није обавезно и на то се одлучују само неки. Академија је назив за високообразовну установу који се користи у музичкој, ликовној и драмској уметности.
- Диск-џокеј (енгл. Disc Jockey], скр. ДЈ) су људи који пуштају музику, било у дискотекама, ревијама или једноставно на радију и телевизији. Иако се данас овај назив најчешће веже уз модерну електронску музику, ДЈ-еви су постојали много пре ње, а и данас већина веома цени старе грамофонске плоче из 50-их. Ипак, дигитална музика и модерни формати чине једну уобичајену димензију њиховог посла.

## Одређенији приступ музици; материјал музике
Музика је уобличено време (за разлику од сликарства које уобличава простор). Музика се може доживети само у току времена. Из тог разлога музика по дефиницији мора да има ритмичко уређење свог сировог материјала (тонова). Сем помоћу ритма, музика може бити уређена помоћу мелодије (редослед различитих висина тонова) и хармоније (истовременост одређених висина тонова).
Тачна дефиниција шта музика јесте а шта није, није могућа. Није обавезујуће да музику прави човек, поготово ако хоћемо да узмемо у обзир пев птица и сличне звукове из природе. Безбрижно звиждање, звуци кретања локомотиве као и штимовање инструмената су други гранични случајеви код којих је сваки покушај постављања оштре границе између музике и „не-музике“ немогућ.
На крају крајева, авангардни композитори 20. века су сасвим свесно померали границе музике тако што су се одрекли да обликују ритам, хармонију а камоли мелодију; у концертним салама су пуштали снимке звукова из свих могућих животних области, као и звуке створене помоћу генератора случајности (алеаторика) а неретко је и тишина декларисана као музика (Џон Кејџ).

## Наука о музици
Наука о музици и њене дисциплине обрађују са научне тачке гледишта настанак и развој музике, њене ствараоце - композиторе, њихова дела и извођаче (оркестар) као и музичке инструменте.
Даљи правци истраживања музике су теорија музике која анализира музику и даје упутства за њено компоновање, и њена краљевска дисциплина хармонија као и музичка социологија и музичка психологија.
Музичке дисциплине се могу грубо поделити у три групе:
1. систематске музичке дисциплине: музичка социологија, музичка естетика, музичка акустика, музичка педагогија, музичка психологија, етномузикологија
2. примењене музичке дисциплине: музичка критика, познавање музике, конструисање инструмената
3. историјске музичке дисциплине: познавање инструмената, нотације, слога, музичких извора, иконографија, стилистика, пракса извођења музике

## Врсте, форме, жанрови и стилови
Систематизацијом музике по интерсубјективним критеријумима баве се дисциплине познавања врста музике и музички облици (види врсте и облици музике) као и стилистика (види стилски правци музике). and it describes the layout of a composition as divided into sections.
Наука о музици је направила више димензија уређења, од којих су неке са више а неке са мање успеха примењене.

## Социолошки аспекти музике
Mnogo je primera o važnosti музике i njenoj ulozi u društvu i životu čoveka. Martin Luter postavljao је muziku odmah iza teologije, a u prošlosti је музичко образовање bilo је sasvim uobičajeno (za više slojeva društva). Popularnost muzičkih festivala godinama ne jenjava, a Evrovizija proširuje pojam Evrope duboko u Aziju. Himna - svečana pesma - jedan je od osnovnih državnih simbola.

## Примене музике
Музика не мора бити извођена само на Концертима, данас она налази многе друге примене.

### Лечење музиком
Од давнина су познати утицаји музике на људске осећаје, па је и ова грана лечења давно заживјела. Први је описао утицаје музике на душу Ал-Фараби (око 872—950.). У 17. веку су дошли до закључка да музика и плес изврсно помажу код меланхолије и очаја.

### Филмска музика
То је музика која је компонована посебно за филм, а може бити и пре написана музика употребљена у филму (она се разликује од саундтрака). Њена је важност у томе што ствара угођај те потпомаже промоцију филма. Користи се јер подстиче емоционалну повезаност с радњом, а често помаже карактеризацији ликова. Многе филмске композиције постану популарне и изван филмова, те се често поновно изводе (Тема Џона Вилијамса из Шиндлерове листе и Звезданих ратова; насловна музика Макса Стејнера из филма Прохујало с вихором и др.).

### Војна музика
Војна се музика данас најчешће практикује на церемонијама, подизањима застава, јубилејима, постројавањима и др., али у прошлости је имала и практичну сврху - у ратном метежу звук трубе или бубња преносио је заповеди, јер се музика боље чула од заповедниковог гласа. Војна музика је поједностављена, њен опсег инструмената чине разне врсте бубњева те дувачи. Обично су - из практичних разлога - сви инструменти лако преносиви. Из војне музике развила се лимена музика, музика лимених инструмената, војнички устројена, а која се изводи и на колеџима.

## Музичка педагогија
- клавирски педагози